# Дергачов Анатолій Лаврентійович
Анатолій Лаврентійович Дергачов (рос. Анатолий Лаврентьевич Дергачёв; нар. 25 вересня 1937, Ідриця, Ідрицький район, Великолуцький округ, Калініська область, РРФСР — пом. 14 лютого 1971, Ленінград, РРФСР) — радянський футболіст, півзахисник. Майстер спорту СРСР (1957).

## Життєпис
З 1952 - вихованець юнацької команди ленінградського заводу «Червона Зоря». З 1956 року – у складі «Зеніту». У 1957-1960 роках провів у чемпіонаті 84 гри, відзначився 4-ма голами.
Протягом кар'єри Дергачов неодноразово мав проблеми із правоохоронними органами. У ніч з 7 на 8 листопада 1960 року він, перебуваючи у стані алкогольного сп'яніння, взяв участь у бійці, в якій отримав важку черепну травму заступник керуючого трестом «Оргтехбуд» Є. А. Захар'єв. За вироком суду Дергачов отримав три роки позбавлення волі. У травні 1962 року за клопотанням ленінградських громадських організацій було помиловано й до 1966 року знову виступав за Зеніт.
Пізніше виступав у «Будівельнику» Уфа (1967), «Шахтарі» Красний Луч (1967-1968), «Енергетиці» Джамбул (1968-1969).
Виступав за молодіжну та олімпійську збірні СРСР.
У 1965 році закінчив школу тренерів у ДДОІФК імені П. Ф. Лесгафта.
Помер 14 лютого 1971 року у Ленінграді. Похований на 6-й ділянці Серафимівського цвинтаря.